# Indian Open
Indian Open är en professionell rankingturnering i snooker. Turneringen spelades första gången säsongen 2013/14 och är den första rankingturnering som spelats i Indien.
Ett kval spelas i England under augusti. Därefter får fyra slumpmässigt utvalda kvalvinnare möta fyra wildcards bestående av indiska spelare, som i sin tur spelat en kvalturnering för en plats i huvudturneringen. I huvudturneringen deltar 64 spelare.
Den första finalen i Indian Open spelades år 2013 mellan Ding Junhui och Aditya Mehta. Junhui vann med 5–0 och tog därmed sin åttonde rankingtitel. Mehta blev den förste indiske spelaren att nå en final i en rankingturnering.

## Vinnare
| År   | Vinnare        | Motståndare  | Resultat | Säsong  |
| ---- | -------------- | ------------ | -------- | ------- |
| 2013 | Ding Junhui    | Aditya Mehta | 5 – 0    | 2013/14 |
| 2015 | Michael White  | Ricky Walden | 5 – 0    | 2014/15 |
| 2016 | Anthony McGill | Kyren Wilson | 5 – 2    | 2016/17 |